# Natação no Campeonato Mundial de Esportes Aquáticos de 2022 - 200 m peito masculino
A prova dos 200 metros peito masculino da natação no Campeonato Mundial de Esportes Aquáticos de 2022 ocorreu nos dias 22 e 23 de junho, em Budapeste, na Hungria.

## Recordes
Antes desta competição, os recordes mundiais e do campeonato nesta prova eram os seguintes:

## Medalhistas
| Ouro                     | Prata                                    |
| Zac Stubblety-Cook (AUS) | Yu Hanaguruma (JPN) · Erik Persson (SWE) |

## Cronograma
Todos os horários são locais (UTC+2). 
| Data        | Hora  | Evento        |
| ----------- | ----- | ------------- |
| 22 de junho | 09:50 | Eliminatórias |
| 22 de junho | 18:45 | Semifinal     |
| 23 de junho | 19:28 | Final         |

## Resultados

### Eliminatórias
Esses foram os resultados das eliminatórias. A prova foi realizada no dia 22 de junho com início às 09:50.
| Pos. | Bateria | Raia | Nadador                     | Nacionalidade            | Tempo   | Notas |
| ---- | ------- | ---- | --------------------------- | ------------------------ | ------- | ----- |
| 1    | 5       | 4    | Zac Stubblety-Cook          | Austrália                | 2:09.09 | Q     |
| 2    | 5       | 6    | Caspar Corbeau              | Países Baixos            | 2:09.15 | Q     |
| 3    | 3       | 6    | Charlie Swanson             | Estados Unidos           | 2:09.36 | Q     |
| 4    | 3       | 5    | Erik Persson                | Suécia                   | 2:09.58 | Q     |
| 5    | 3       | 7    | Anton McKee                 | Islândia                 | 2:09.69 | Q,    |
| 6    | 4       | 3    | Yu Hanaguruma               | Japão                    | 2:09.86 | Q     |
| 7    | 3       | 4    | Matti Mattsson              | Finlândia                | 2:10.05 | Q     |
| 8    | 4       | 5    | Ryuya Mura                  | Japão                    | 2:10.20 | Q     |
| 9    | 5       | 5    | Nic Fink                    | Estados Unidos           | 2:10.27 | Q     |
| 10   | 4       | 4    | Arno Kamminga               | Países Baixos            | 2:10.33 |       |
| 11   | 4       | 6    | Cho Sung-jae                | Coreia do Sul            | 2:10.69 | Q     |
| 12   | 4       | 7    | Dawid Wiekiera              | Polónia                  | 2:10.86 | Q     |
| 13   | 5       | 3    | James Wilby                 | Reino Unido              | 2:11.29 | Q     |
| 14   | 5       | 7    | Lyubomir Epitropov          | Bulgária                 | 2:11.52 | Q     |
| 15   | 5       | 1    | Denis Petrashov             | Quirguistão              | 2:11.88 | Q     |
| 16   | 3       | 3    | Matthew Wilson              | Austrália                | 2:11.89 | Q     |
| 17   | 3       | 0    | Amro Al-Wir                 | Jordânia                 | 2:11.99 | Q,    |
| 18   | 3       | 2    | Antoine Viquerat            | França                   | 2:12.27 |       |
| 19   | 3       | 1    | Caio Pumputis               | Brasil                   | 2:12.72 |       |
| 20   | 4       | 2    | Andrius Šidlauskas          | Lituânia                 | 2:13.13 |       |
| 21   | 2       | 7    | Maksym Ovchinnikov          | Ucrânia                  | 2:13.33 |       |
| 22   | 5       | 2    | Qin Haiyang                 | China                    | 2:13.35 |       |
| 23   | 2       | 3    | James Dergousoff            | Canadá                   | 2:13.89 |       |
| 24   | 2       | 6    | Daniils Bobrovs             | Letônia                  | 2:13.96 |       |
| 25   | 3       | 8    | Maximillian Wei Ang         | Singapura                | 2:14.14 |       |
| 26   | 5       | 8    | Savvas Thomoglou            | Grécia                   | 2:14.20 |       |
| 27   | 2       | 5    | Cai Bing-rong               | Taipé Chinesa            | 2:15.46 |       |
| 28   | 2       | 8    | Constantin Malachi          | Moldávia                 | 2:16.25 |       |
| 29   | 5       | 0    | Phạm Thanh Bảo              | Vietname                 | 2:17.34 |       |
| 30   | 4       | 9    | Taichi Vakasama             | Fiji                     | 2:17.49 |       |
| 31   | 2       | 4    | Bernhard Tyler Christianson | Panamá                   | 2:18.77 |       |
| 32   | 2       | 9    | Liam Davis                  | Zimbabwe                 | 2:19.62 |       |
| 33   | 2       | 1    | Jonathan Cook               | Filipinas                | 2:19.95 |       |
| 34   | 3       | 9    | Adriel Sanes                | Ilhas Virgens Americanas | 2:20.41 |       |
| 35   | 1       | 5    | Abdulaziz Al-Obaidly        | Catar                    | 2:21.82 |       |
| 36   | 1       | 2    | Saud Ghali                  | Bahrein                  | 2:23.68 |       |
| 37   | 1       | 4    | Jonathan Chung Yee          | Ilhas Maurícias          | 2:24.36 |       |
| 38   | 2       | 0    | Arnoldo Herrera             | Costa Rica               | 2:24.46 |       |
| 39   | 1       | 6    | Brandon Schuster            | Samoa                    | 2:25.04 |       |
| 40   | 1       | 3    | Andrej Stojanovski          | Macedônia do Norte       | 2:26.11 |       |
| 41   | 4       | 0    | Adam Chillingworth          | Hong Kong                | DSQ     | DSQ   |
| 41   | 4       | 1    | Christopher Rothbauer       | Áustria                  | DSQ     | DSQ   |
| 41   | 4       | 8    | Carles Coll                 | Espanha                  | DSQ     | DSQ   |
| 41   | 5       | 9    | Ron Polonsky                | Israel                   | DSQ     | DSQ   |
| 41   | 1       | 7    | Luis Sebastian Weekes       | Barbados                 | DNS     | DNS   |
| 41   | 2       | 2    | André Klippenberg Grindheim | Noruega                  | DNS     | DNS   |

### Semifinal
Esses foram os resultados das semifinais. A prova foi realizada no dia 22 de junho com início às 18:45.
| Pos. | Bateria | Raia | Nadador            | Nacionalidade  | Tempo   | Notas            |
| ---- | ------- | ---- | ------------------ | -------------- | ------- | ---------------- |
| 1    | 2       | 4    | Zac Stubblety-Cook | Austrália      | 2:06.72 | Q                |
| 2    | 2       | 3    | Anton McKee        | Islândia       | 2:08.74 | Q',              |
| 3    | 1       | 3    | Yu Hanaguruma      | Japão          | 2:08.75 | Q'               |
| 4    | 1       | 5    | Erik Persson       | Suécia         | 2:08.84 | Q'               |
| 5    | 2       | 6    | Matti Mattsson     | Finlândia      | 2:09.04 | Q'               |
| 6    | 1       | 4    | Caspar Corbeau     | Países Baixos  | 2:09.17 | Q'               |
| 7    | 2       | 2    | Nic Fink           | Estados Unidos | 2:09.23 | Q'               |
| 8    | 1       | 6    | Ryuya Mura         | Japão          | 2:09.69 | Q'               |
| 9    | 1       | 2    | Cho Sung-jae       | Coreia do Sul  | 2:09.81 |                  |
| 10   | 1       | 7    | James Wilby        | Reino Unido    | 2:09.85 |                  |
| 11   | 2       | 5    | Charlie Swanson    | Estados Unidos | 2:09.89 |                  |
| 12   | 1       | 1    | Denis Petrashov    | Quirguistão    | 2:11.00 |                  |
| 13   | 1       | 8    | Amro Al-Wir        | Jordânia       | 2:11.05 | Recorde nacional |
| 14   | 2       | 1    | Lyubomir Epitropov | Bulgária       | 2:11.01 |                  |
| 15   | 2       | 8    | Matthew Wilson     | Austrália      | 2:11.44 |                  |
| –    | 2       | 7    | Dawid Wiekiera     | Polónia        | DSQ     | DSQ              |

### Final
A final foi realizada em 23 de junho às 19:28.
| Pos.             | Raia | Nadador            | Nacionalidade  | Tempo   | Notas |
| ---------------- | ---- | ------------------ | -------------- | ------- | ----- |
| Medalha de ouro  | 4    | Zac Stubblety-Cook | Austrália      | 2:07.07 |       |
| Medalha de prata | 3    | Yu Hanaguruma      | Japão          | 2:08.38 |       |
| Medalha de prata | 6    | Erik Persson       | Suécia         | 2:08.38 |       |
| 4                | 8    | Ryuya Mura         | Japão          | 2:08.86 |       |
| 5                | 1    | Nic Fink           | Estados Unidos | 2:09.05 |       |
| 6                | 5    | Anton McKee        | Islândia       | 2:09.37 |       |
| 7                | 7    | Caspar Corbeau     | Países Baixos  | 2:09.62 |       |
| 8                | 2    | Matti Mattsson     | Finlândia      | 2:09.65 |       |

Legenda
| Recorde mundial       | Recorde mundial (World record)               |                       | Recorde africano                      | Recorde africano (African) |                                           | Q | Classificado por posição (Qualified) |
| Recorde do campeonato | Recorde do campeonato (Championship record)  | Recorde da América    | Recorde da América (Americas)         | q                          | Classificado por melhor tempo (Qualified) |   |                                      |
| Melhor marca do ano   | Melhor marca do ano (World leading)          | Recorde asiático      | Recorde asiático (Asian)              | DNS                        | Não largou (Did not start)                |   |                                      |
| Recorde nacional      | Recorde nacional (National record)           | Recorde europeu       | Recorde europeu (European)            | DNF                        | Não terminou (Did not finish)             |   |                                      |
| Recorde pessoal       | Recorde pessoal do atleta (Personal best)    | Recorde da Oceania    | Recorde da Oceania (Oceania)          | DSQ / DQ                   | Desclassificado (Disqualified)            |   |                                      |
| Recorde da temporada  | Recorde da temporada do atleta (Season best) | Recorde sul-americano | Recorde sul-americano (South America) | NM                         | Sem marca (No mark)                       |   |                                      |